# Kamp Sandbostel

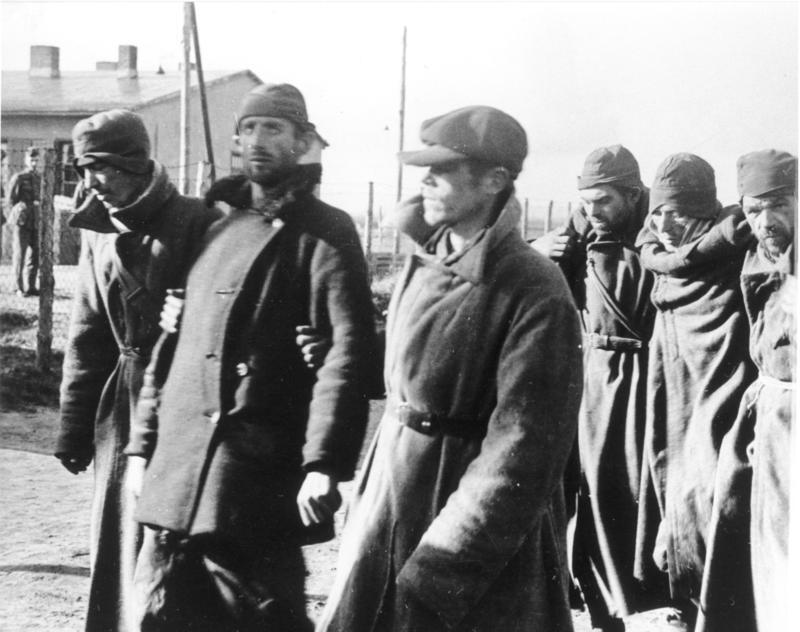
Russische krijgsgevangenen in het kamp, 1941

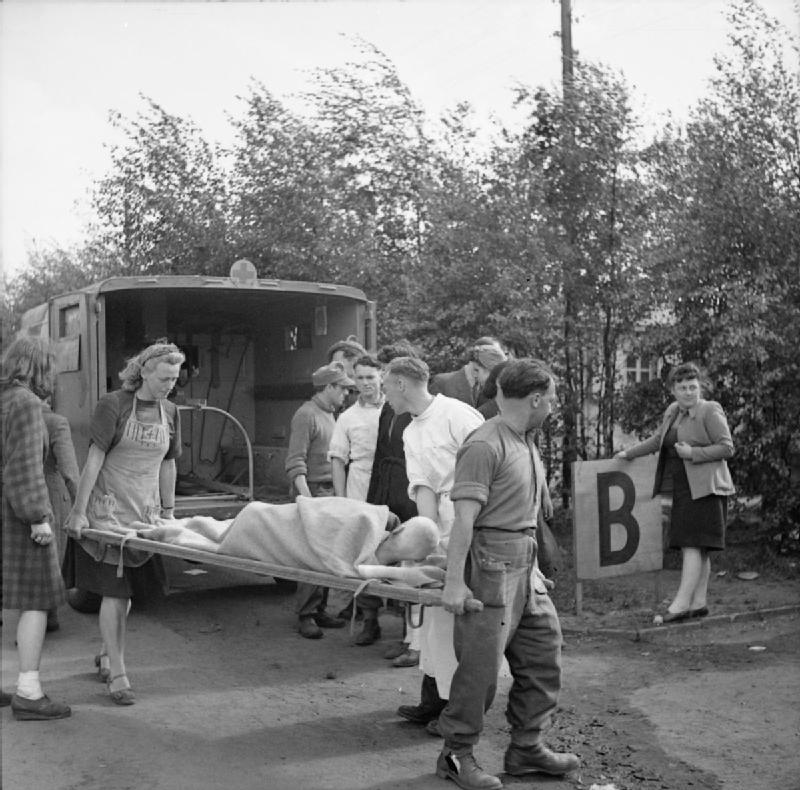
Bevrijding van het kamp, mei 1945

Stalag XB Sandbostel was een krijgsgevangenen- en concentratiekamp tijdens de Tweede Wereldoorlog, gelegen in de gemeente  Sandbostel in de Duitse deelstaat Nedersaksen, ten zuidwesten  van het gelijknamige dorp.

## Oprichting Stalag X B
In september 1939 richtte de Wehrmacht het krijgsgevangenenkamp Stalag (afkorting voor Stammlager) X B Sandbostel op. Op het terrein van 35 hectare werden meer dan 150 verblijfs-, dienst- en administratiegebouwen gebouwd.
Tussen 1939 en 1945 werden meer dan een miljoen krijgsgevangenen uit 55 landen na hun gevangenneming gedeporteerd naar Stalag X B. De meesten van hen werden in de meer dan 1100 arbeidscommando’s van het kamp in Noordwest-Duitsland, vooral in de landbouw, maar ook in fabrieken en de wapenindustrie ingezet. Van deze gevangenen kwamen er ongeveer 50.000 te overlijden. Ze stierven vooral door honger, moord door bewakers van de SS of aan een besmettelijke ziekte.  De meeste gevangenen waren Russen.
In april 1941 had men ten zuiden van de kampstraat een gedeelte afgezet, waar twee kampen voor gevangengenomen bemanningen van geallieerde schepen kwamen: het marinekamp (Marlag) en het interneringskamp voor burgerschepelingen (Ilag). Deze kregen een betere verzorging dan de geïnterneerden in de andere kampdelen. Om onrust te voorkomen had de Wehrmacht het Marlag en Ilag streng van Stalag (Mannschaftslager) en Oflag (Offizierslager) geïsoleerd. Tot het complex van Stalag XB behoorde ook een klein kamp voor gestrafte krijgsgevangenen (Sonderlager), gelegen op ca. 1,5 km in zuidwestelijke richting in het veengebied. Ongeveer 600 m noordoostelijk bevond zich sinds juni 1940 een hospitaal, Reservelazerett XB van de Wehrmacht, een van de grootste in dit gebied met een capaciteit van 1750 bedden.

## Opvangkamp voor concentratiekampgevangenen
In april 1945 kwamen ongeveer 9500 gevangenen van het concentratiekamp Neuengamme en zijn buitenkampen naar Sandbostel. Hoewel slechts een gedeelte van dit kamp in april 1945 gebruikt is als opvangkamp voor concentratiekampgevangenen, zijn er tijdens de voettochten en treinreizen daarheen vele duizenden doden gevallen. Aangekomen in het kamp ontbrak het aan voedsel, medische verzorging, huisvesting en brak er ook nog een tyfusepidemie uit. Vanuit Neuengamme en zijn buitenkampen, zoals Wilhelmshaven, Bremen-Farge en Hamburg-Spaldingstrasse, werden 499 Nederlanders op transport gesteld, slechts 176 keerden terug.
De gevangenen werden vanuit de kampen te voet of per trein vervoerd. Het was de bedoeling om de gevangenen over te brengen naar concentratiekamp Bergen-Belsen, maar dit kon niet meer worden bereikt door het naderen van de geallieerde legers en door gebombardeerde spoorlijnen (twee eerdere transporten met zieken uit Neuengamme hebben Bergen-Belsen wel bereikt). Een transport met 2000 zieken, waaronder honderden Nederlanders, vertrok op 8 april uit Neuengamme. Het transport reed heen en weer door Noord-Duitsland. De route van dit transport: 8 april vertrek uit Neuengamme; 10 april Lünenburg, Soltau 80 doden; 11 april Schneverdingen 62 doden; Wolterdingen 269 doden, in Wintermoor 56 en in Handeloh 64 doden; 13 april Hamburg Bergedorf  220 doden; Ludwigslust, Parchim; 14 april Malchow, Neubrandenburg; 15 april Hamburg Altona, Hittfeld; 16 april Buchholz; 17 april Bremervörde en 18 april Brillit, eindpunt trein, 300 doden. De totaal afgelegde afstand is 880 km, rechtstreeks is de afstand maar 81 km. 
Toen de evacuatietreinen uiteindelijk na 10 kwellende lange dagen hun eindstation in Bremervörde of het station van Brillit bereikten, konden opnieuw vele gevangenen alleen dood uit de wagons geborgen worden. Met de aankomst van ieder transport herhaalden zich deze schokkende, huiveringwekkende beelden: levenloze of stervende, verzwakte lichamen werden tot een stapel samen gesmeten, voordat men ze in vrachtwagen, boerenwagen of kiplorrie naar Sandbostel reed. De overlevenden vingen in vijf man brede rijen de voetmars van 12 km richting het kamp aan. Aan het einde van het smalspoor in het kamp werden de kiplorries eenvoudig omgekiept waardoor dit tot ernstige verwondingen leidde bij de al verzwakte slachtoffers.
In het, met extra aangebrachte ondoordringbare draadversperring van het Stalag (Stammlager) afgescheiden, Marlag (Marinelager), met een oppervlakte van 200 x 250 m, bevonden zich 18 woonbarakken. Dit gedeelte werd onder het commando van de SS gesteld, met hulp van 26 met knuppels uitgeruste kapo’s. In dit gedeelte hadden de Wehrmachtmanschappen en krijgsgevangenen geen toegang. In de gedeeltelijk gesloopte, verwaarloosde en lekkende barakken, met ramen zonder glas, waarin alles ontbrak, was geen enkel bed, geen bundel stro, geen wollen deken of soortgelijke dingen, zoals bijvoorbeeld etenskommen en bestek. En wat er aanwezig was, was kapot. In plaats hiervan hopen rottend afval en veel ongedierte: luizen, vlooien en wantsen. Vlektyfus en dysenterie heersten hier. In het midden van het kamp was een poel gevuld met vuil water. In dit water wasten die gevangenen zich, die zich nog tot daar konden voortslepen. Anderen deden hun behoefte in het water en weer anderen dronken daaruit. De gevolgen waren dramatisch. Iedere dag groeide de stapel lichamen op de appelplaats.
Naar schatting waren er in de 18 barakken van het Marlag ongeveer 9.500 gevangenen ondergebracht. Omdat de barakken niet toereikend waren voor het huisvesten van dit aantal, werden de gevangenen onder knuppelslagen van de kapo’s naar binnen geperst. De krijgsgevangenen die de binnenkomst van de gevangenen met lede ogen aanzagen en de roep om eten van hen beantwoordden, gooiden etenswaar over de draadversperring. Dit leidde tot felle gevechten tussen de gevangenen waarbij zelfs doden vielen. Hierop werd het door de kampleiding verboden om op deze wijze eten aan de gevangenen te geven.

## Bevrijding
Toen de Britse bevrijders op 29 april het kamp in Sandbostel bereikten, werden zij door de krijgsgevangenen enthousiast begroet. De concentratiekampgevangenen echter hadden vanwege hun zwakte veelal niet de kracht om hun vreugde over de bevrijding tot uitdrukking te brengen of het ging, gezien hun geestelijke toestand, geheel aan hen voorbij. De Britten namen de volgende dagen het volledige bestuur van de kampen over en richtten in de directe omgeving verschillende geneeskundigenposten en hulpziekenhuizen op. De situatie, die de Britse soldaten bij de bevrijding van Stalag Sandbostel eind april 1945 aantroffen, karakteriseerde de kroniekschrijver van een van de eenheden met de woorden: “De soldaten konden zich ervan overtuigen, dat het concentratiekampgedeelte van Stalag XB Sandbostel in verhouding even slecht is als dat van de beruchte kampen van Bergen-Belsen en Buchenwald.”

## Overleden concentratiekampgevangenen
De gestorven concentratiekampgevangenen werden begraven in massagraven binnen en buiten het kamp. In 1952 werden geïdentificeerde doden (± 385) in het algemeen overgebracht naar hun vaderland. Niet geïdentificeerde doden (± 2438) werden bijgezet op het Ereveld, afdeling III, van oorlogsbegraafplaats (Kriegsgräberstätte) te Sandbostel. Het betrof onder meer: 214 doden van de kampbegraafplaats, 1126 doden van het graf aan de weg naar Selsingen, 496 doden uit de massagraven binnen het kamp, 525 doden uit het grafveld buiten het kamp, 104 doden uit het bos “Der Höhne” Bremervörde, 316 doden uit het bos bij Brillit en in december 1964 nog eens 41 doden uit het massagraf bij Brockel.
In 1956 werd het herbegraven van de bijna 3000 concentratiekampgevangenen in de regio op de begraafplaats Sandbostel zo goed als afgesloten. De nationale veteranenorganisaties van krijgsgevangenen en de organisaties van overlevenden van concentratiekampen als ook de Amicale Internationale de Neuengamme zetten zich er na de oorlog voor in, dat de geschiedenis van Stalag XB niet vergeten zou worden en dat de graven van de doden van Sandbostel in een eerbiedwaardige toestand bleven. Voor hun verzorging was sinds 1946 de deelstaat Nedersaksen verantwoordelijk. Sinds 1973 wordt de begraafplaats in opdracht van de deelstaat door de gemeente Sandbostel verzorgd.

## Naoorlogse periode
Nadat het tot 1960 als interneringskamp had gediend voor o.a. SS-ers en  gewezen nationaalsocialistische leiders, en als opvangkamp voor vluchtelingen uit de DDR werden in 1974 de nog overeind staande gebouwen tot “Gewerbegebiet Immenhain” (industriegebied) bestemd en het overige deel weer als akkergebied ingericht. Plaatselijke bedrijfjes sloopten enige vervallen barakken voor brandhout. De nu nog bestaande 25 gebouwen van het voormalige kamp Stalag XB vallen sinds 1992 grotendeels onder monumentenzorg. Na veel politieke discussies en druk van overlevenden werd in december 2004 een stichting (Stiftung Lager Sandbostel) opgericht, die ernaar streeft om het kamp of een gedeelte daarvan in eigendom te verkrijgen en als gedenk- en herinneringslocatie in te richten. In 2005 en 2008 heeft de Stiftung Lager Sandbostel een deel van het voormalige kampterrein in bezit gekregen en richtte Gedenkstätte Lager Sandbostel op. Tot het herinneringscentrum behoren het terrein met elf historische barakken en gebouwen van het krijgsgevangenenkamp en enige gebouwen uit de naoorlogse periode. Vijf houten verblijfsbarakken, een latrine en een keukengebouw werden tot monument gerestaureerd. In twee van de voormalige barakken is de permanente tentoonstelling ondergebracht.

## Enkele gevangenen in Kamp Sandbostel

### Uit Nederland en koloniën
De Surinaamse verzetsstrijder en vakbondsleider Anton de Kom kwam in 1945 in dit kamp om. Ook Rechtvaardige onder de Volkeren Binne Roorda overleed in dit kamp, een paar dagen voordat het op 29 april 1945 bevrijd werd. Paul Marinus van Baerdt van Sminia, burgemeester van de Friese gemeente Utingeradiel, stierf er op 28 april 1945. Onder de Nederlandse gevangenen waren veel slachtoffers van de razzia van Putten. Een groot deel van de bemanning van SS Rantaupandjang, een Nederlands schip dat bij Madagaskar door de Duitse marine tot zinken was gebracht, zou van 1941 - 1945 in Sandbostel geïnterneerd zijn.

### Uit andere landen
- Giovannino Guareschi, Italiaans schrijver, verbleef er van 1943-1945 als krijgsgevangene en overleefde de oorlog.
- De Duitse oorlogsmisdadiger Hartmann Lauterbacher was er na de oorlog geïnterneerd door de geallieerde bezettingsautoriteiten, maar wist in februari 1948 te ontsnappen.

## Tijdlijn
- 1939 - Internering van Britse burgers en opsluiten van Polen in grote tenten.
- 1940 - Aankomst van Belgische en Franse gevangenen.
- 1941 - Aankomst van krijgsgevangenen uit Servië en de Sovjet-Unie.
- 1943 - Aankomst van Italiaanse geïnterneerde militairen.
- 1944 - Aankomst van Poolse vrouwen uit het getto van Warschau.
- 1945 - Begin van de zogenaamde 'dodenmarsen', gevangenen uit het kamp Neuengamme en andere afgelegen kampen komen aan in Sandbostel.
- 29 april 1945 - Britse troepen bevrijden het kamp.
- Juni 1945 - Britse soldaten gebruiken het kamp als gevangenenkamp voor SS- en nazi-topfiguren.
- 1952 - Het kamp wordt een opvangkamp voor 15-24-jarige mannelijke vluchtelingen uit de DDR.
- 1960 - Het kamp gaat van Britse handen over in die van de Duitse overheid. De Bundeswehr gebruikt het nu en dan als trainingskamp voor overleven in moeilijke omstandigheden en later als opslagruimte voor materialen van de geneeskundige troepen.
- 1974 - Het kamp wordt een commercieel landgoed genaamd Immenhain.
- 1992 - Het kamp krijgt de status van beschermd monument. Het ligt er verlaten bij, maar wordt tot een gedenkplaats gemaakt voor overlevenden en nabestaanden.
- 2007 - De terreinen worden in een daartoe opgerichte stichting ingebracht. Er komt een Gedenkstätte (gedenk- of herdenkingsplaats).
- 2013 - Er wordt ter plaatse een permanente tentoonstelling geopend. Deze is getiteld: Das Stalag X B Sandbostel – Geschichte und Nachgeschichte eines Kriegsgefangenenlagers.

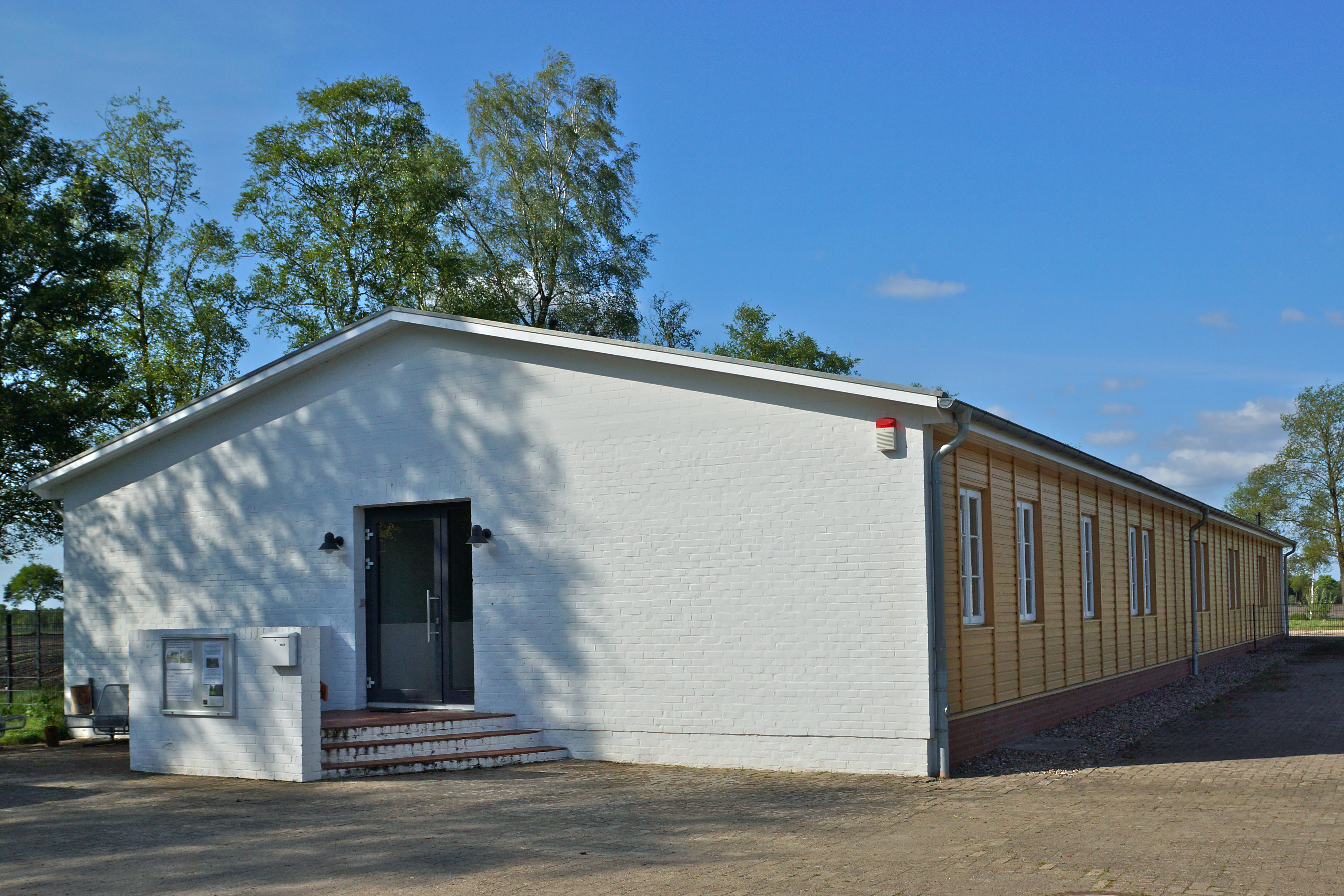
Tentoonstellingslocatie gele barak (periode van 1939 tot aan de bevrijding in 1945)
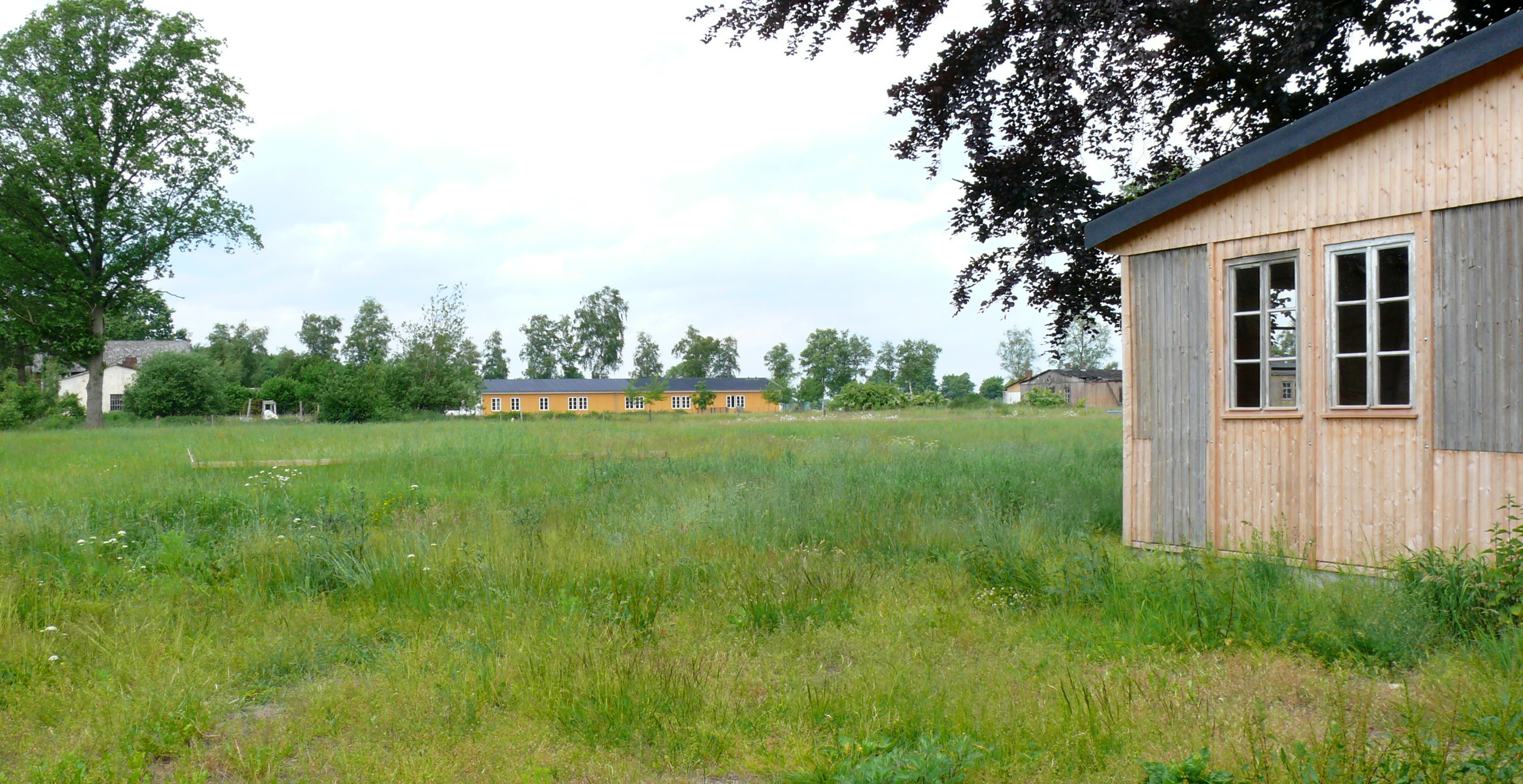
Tentoonstellingslocatie CVJM barak (periode vanaf 1945)